# 5078 Solovjev-Sedoj
Az 5078 Solovjev-Sedoj (ideiglenes jelöléssel 1974 SW) a Naprendszer kisbolygóövében található aszteroida. Ljudmila Ivanovna Csernih fedezte fel 1974. szeptember 19-én.